# モガウ・チェーラ
モガウ・トリニティ・チェーラ（Mogau Trinity Tshehla、1992年1月25日 - 2018年2月12日）は、南アフリカ共和国のサッカー選手。ポジションはDF。

## クラブ歴
ウィットバンク・スパーズFCで選手となった。2016年にポロクワネ・シティFCに移籍。2018年2月12日に交通事故によって亡くなった。

## 個人
兄のドゥミサリ・タウ、弟のパーシー・タウもサッカー選手。彼と二人は名字が違うが、チェーラだけは母親の妹によって育てられたため、叔母の名字を名乗っているためであり、父と母は同じである。